# Rijwielbelasting

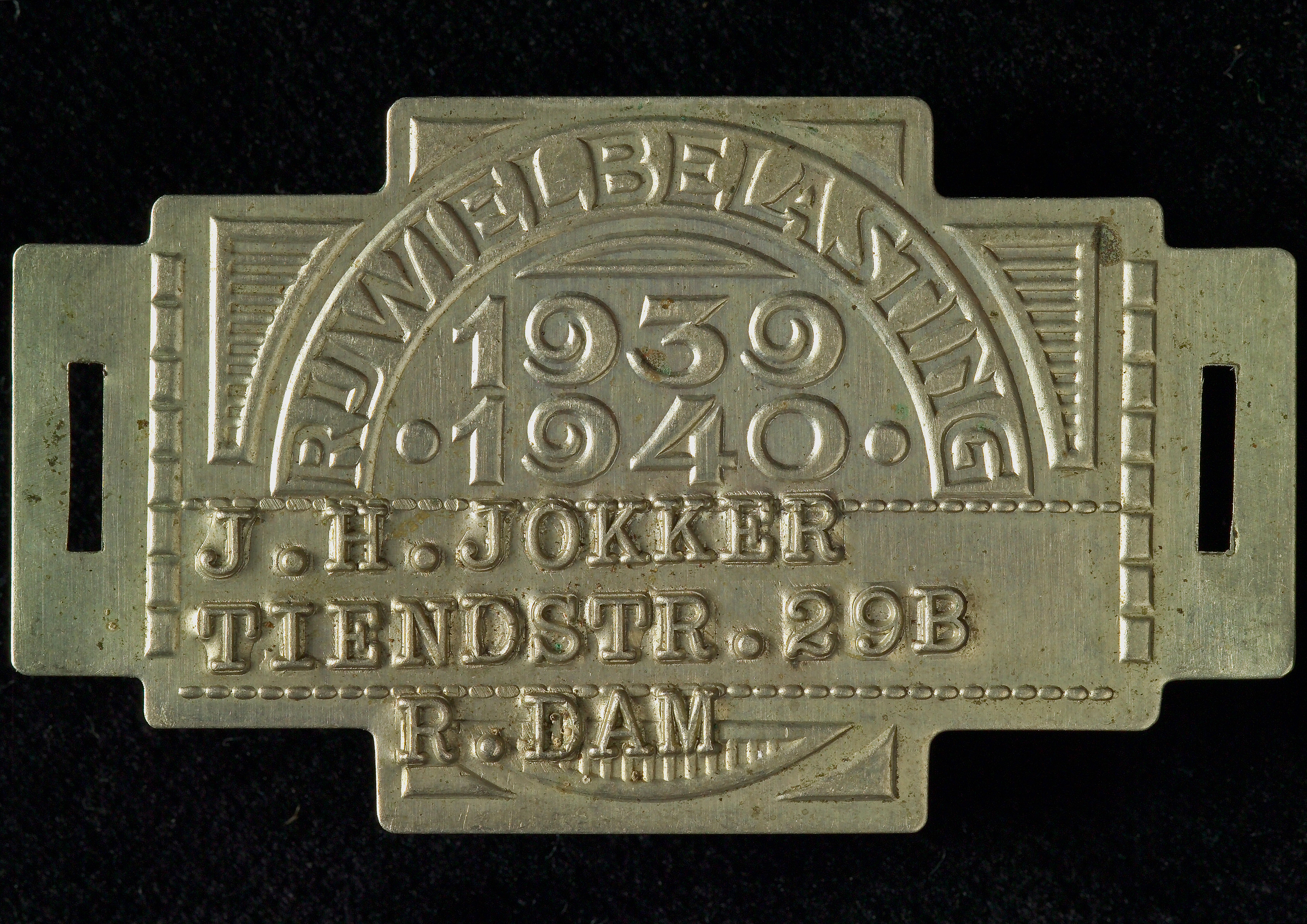
Rijwielbelastingplaatje (1939-1940)

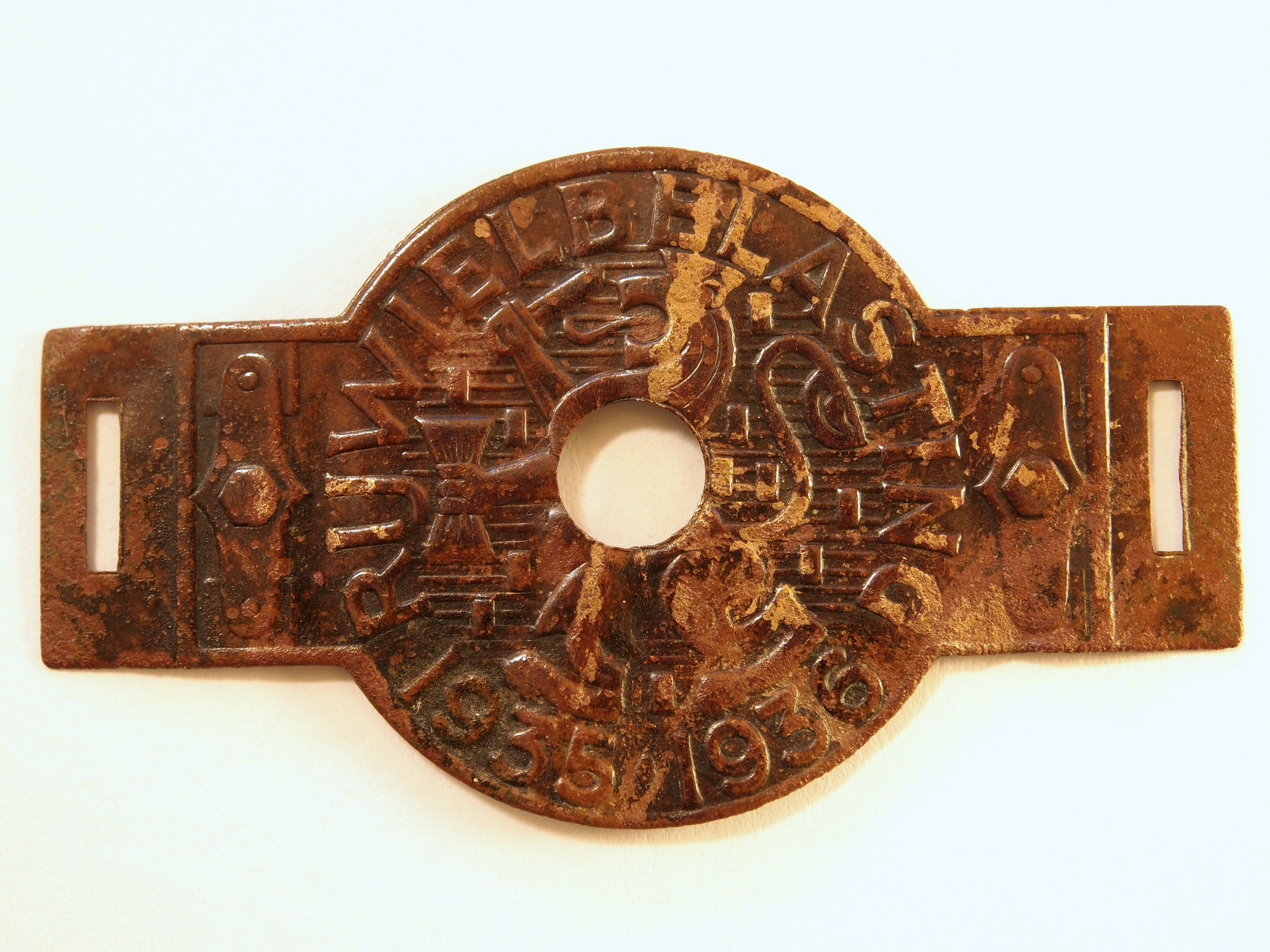
Rijwielbelastingplaatje 1935 - 1936 met gat

Rijwielbelasting is een belasting die geheven wordt op fietsen en brommers.

## Nederland
Rijwielbelasting was in Nederland van 1 februari 1897 tot 1919 en van 1 augustus 1924 tot 1 mei 1941 een landelijke belasting op het gebruik van rijwielen. Eerder waren er al vanaf 1892 plaatselijke en vanaf 1896 provinciale belastingen voor houders van fietsen.

### Eerste periode (1897-1919)
Tussen 1897 en 1919 bedroeg de belasting twee gulden per jaar voor een eenpersoonsrijwiel en vier gulden voor een meerpersoonsrijwiel. Er was in deze tijd geen controle in de vorm van een fietskaart of iets dergelijks. De belasting was gekoppeld aan de personele belasting. Bij afschaffing van de belasting waren er in Nederland 861.500 belastbare fietsen.

### Tweede periode (1924-1941)
Minister van financiën Colijn voerde in 1924 de rijwielbelasting opnieuw in. Hij zei "een dergelijke stap te betreuren, maar zij was noodzakelijk op grond van den treurigen staat van de schatkist". Op dat moment waren er in Nederland ruim 1,7 miljoen belastbare fietsen. De belasting gold voor het rijwiel en niet voor de houder. Om te bewijzen dat er voor de fiets was betaald moest een rijwielplaatje op of bij het stuur worden aangebracht. Deze plaatjes werden bij 's Rijks Munt geslagen en waren voor drie gulden bij het postkantoor te koop. Het geld ging eerst voor een deel en later in zijn geheel naar het Wegenfonds. Vanwege het grote aantal diefstallen van rijwielplaatjes mocht men deze vanaf 1933 ook zichtbaar op de linkerborst dragen, zodat ze niet op de onbeheerde fiets achterbleven wanneer deze geparkeerd stond. Het tarief werd in 1927, toen de inkomsten van deze vorm van belasting boven een miljoen kwamen, verlaagd naar fl. 2,50. Werklozen konden in de crisistijd een gratis rijwielplaatje krijgen, waarbij in deze plaatjes een rond gaatje was geponst ter controle, omdat het niet was toegestaan om met een gratis verstrekt plaatje op zondag te fietsen.  
In 1940 waren er 3,6 miljoen fietsen in Nederland, die samen zo'n negen miljoen gulden per jaar opbrachten. Dit had ook te maken met de Tweede Wereldoorlog. Particulier autogebruik was verboden. De bezetter maakte op 1 mei 1941 een einde aan de rijwielbelasting en het belastingplaatje.

### Voorstel nieuwe invoering
In Arnhem heeft in november 2013 het raadslid Ton van Beers van de Lokale Partij Arnhem voorgesteld de rijwielbelasting opnieuw in te voeren. Volgens een berekening van het raadslid zou bij een fietsbelasting van € 10 per jaar uitgaande van 170.000 fietsen € 1.700.000 extra belastinggeld opleveren. Veel bijval van de andere fracties had het raadslid echter niet.

## België
In België was de heffing van de belasting een zaak van de provincies, die al vanaf het begin hun eigen plaatjes uitgaven. De eerste provincie die de belasting invoerde was de provincie West-Vlaanderen, in 1893. De andere provincies volgden spoedig. De belasting werd in de meeste provincies gestopt in 1986, in Oost- en West-Vlaanderen in 1987 en in Henegouwen in 1991.
Brommerplaten stopten in Antwerpen in 1991 en in Brabant en Limburg in 1998.

## Frankrijk
Frankrijk was het eerste land dat een rijwielbelasting invoerde. Vanaf 28 april 1893 werd jaarlijks een belasting van tien franc geheven op een fiets. Het Franse systeem met belastingplaatjes was het voorbeeld voor het Nederlandse. De plaatjes lijken wat vorm en uitvoering betreft ook veel op elkaar. In Frankrijk heeft het gebruik van metalen plaatjes tot 1942 geduurd. Na die tijd werden papieren zegels als betalingsbewijs gebruikt. Op 30 december 1958 werd de belasting afgeschaft.

## Overige landen
Vanaf ca. 1900 tot halverwege de twintigste eeuw hebben veel landen rijwielbelasting geheven. Met de opkomst van het autogebruik is de belastingheffing op auto's zo veel belangrijker geworden dan de heffing op fietsen, dat de rijwielbelasting is verdwenen.